# Dům Julia Pelikána
Dům Julia Pelikána stojí na ulici Na Vozovce čp. 21 v části Nová Ulice v Olomouci. Dům je kulturní památkou České republiky.

## Historie
Rodinná vila byla postavena pro sochaře Julia Pelikána architektem Josefem Štěpánkem v letech 1924–1925. Je charakterizována moderní architekturou rondokubismu. V období druhé světové války byla vila obsazena německými důstojníky. Po válce byla opět ve vlastnictví Julia Pelikána.

## Popis
Rodinná vila je samostatně stojící jednopatrová cihlová omítaná stavba složená z obytné části a dvou ateliérů přistavěných na severní straně. Obytný dům s postranními rizality má obdélný půdorys. Sedlovou střechu s plasticky tvarovaným štítem kryje skládaná pálená krytina. Fasáda je omítnutá brizolitovou omítkou a doplněná malým balkonem. Druhý je v zahradní fasádě ve druhém patře.
Ateliéry s převýšenými dělenými okny jsou přízemní zakončené rovnou střechou. Omítka je brizolitová, sokl obložený keramikou.
Dispozice obytného domu je řešena jako dvojtrakt. Při podélné středové zdi vede úsporné schodiště. Ve zvýšeném přízemí je obytný pokoj s okny do zahrady a společenské místnosti. V patře jsou umístěny ložnice.
Areál domu obklopuje zahrada obehnaná oplocením, které tvoří cihlová podezdívka, omítané pilířky s koulemi nahoře a s drátěnou výplní. Při severovýchodním nároží stojí na soklu domu socha dívky se džbánem.